# Rozsdás szemesfogoly
A rozsdás szemesfogoly (Caloperdix oculeus a madarak osztályának tyúkalakúak (Galliformes) rendjébe a fácánfélék (Phasianidae) családjába és a Caloperdix nembe tartozó egyetlen faj.

## Rendszerezése
A fajt Coenraad Jacob Temminck holland arisztokrata és zoológus írta le 1815-ben, a Perdix  nembe Perdix oculea néven. Régebben szerepelt Caloperdix oculea néven is.

## Alfajai
- Caloperdix oculeus borneensis Ogilvie-Grant, 1892
- Caloperdix oculeus ocellatus (Raffles, 1822)
- Caloperdixoculeus oculeus (Temminck, 1815)

## Előfordulása
Indonézia, Malajzia, Mianmar és Thaiföld területén honos. Természetes élőhelyei a szubtrópusi és trópusi síkvidéki esőerdők, száraaz erdők és cserjések. Állandó, nem vonuló faj.

## Megjelenése
Testhossza 27 centiméter.

## Természetvédelmi helyzete
Az elterjedési területe még nagy, de az erdőirtások miatt gyorsan csökken, egyedszáma szintén csökken. A Természetvédelmi Világszövetség Vörös listáján mérsékelten fenyegetett fajként szerepel.